# Drozdów (województwo lubuskie)
Drozdów – wieś w Polsce położona w województwie lubuskim, w powiecie żarskim, w gminie Żary.
W latach 1975–1998 miejscowość administracyjnie należała do województwa zielonogórskiego.